# Frontera entre l'Iran i l'Iraq
La frontera entre l'Iran i l'Iraq és la frontera de 1.458 kilòmetres que separa l'Iran de l'Iraq. Encara que va ser determinada per primera vegada el 1639, des d'aleshores hi ha hagut disputes entre ambdues parts, i particularment sobre la navegació a les aigües de Xatt al-Arab. La frontera actual data dels acords d'Alger signats el 1975 i ratificats el 1976.

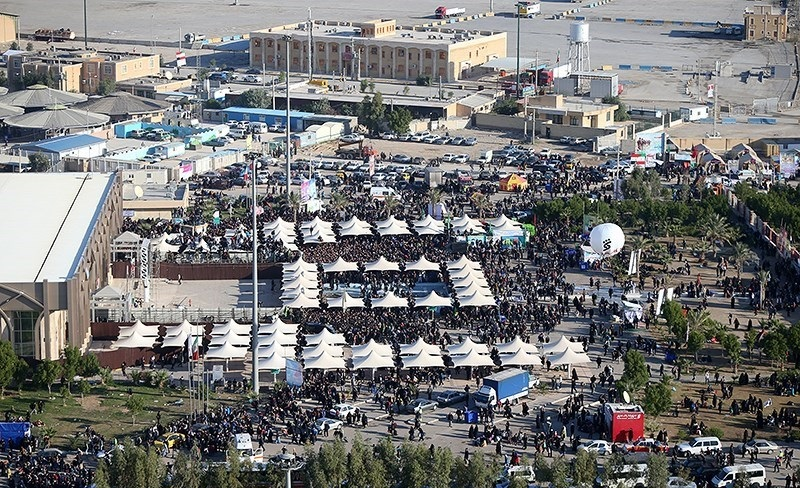
Frontera Iran-Iraq en 2015

## Traçat
El límit comença al Golf Pèrsic a la desembocadura del Xatt-al-Arab (anomenat Arvand Rud pels iranians) a 29 ° 51 '16 "N i 48 ° 44' 45" E. Després segueix el tàlveg de Xatt-al-Arab en 105 km a la seva confluència amb un dels seus afluents, Nahr al-Khayin. A partir d'aquí pren direcció Nord travessant una successió de planures, a continuació, muntanyes com les Zagros, Nahr al-Tib i Nahr Wadi. Finalment, en un trifini que aplega la frontera entre Turquia i l'Iraq i la frontera entre Turquia i l'Iran, a 37 ° 08'44 "N i 44 ° 47 '05" E.

## Història

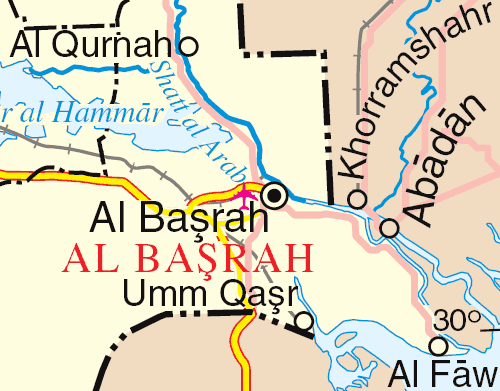
Mapa de la frontera Iran-Iraq al Xatt-el-Arab.

La història d'aquesta frontera es remunta a 1639 quan es va signar el tractat de Zohab entre l'Imperi Otomà (que llavors controlava l'Iraq) i Pèrsia. L'acord estipula que la frontera havia de transcórrer entre les muntanyes Zagros i el Tigris. El 1724 els otomans van trencar l'acord i van envair Pèrsia. Es va concloure un nou acord de pau entre els dos imperis en 1746; i els dos estats reconeixen la frontera de 1639, confirmada en el tractat d'Erzerum de 1847, on per primera vegada s'estudia detalladament el cas del Xatt-el-Arab. La frontera s'estableix a la riba oriental del Golf Pèrsic, que deixa l'Imperi Otomà en control de tota aquesta via fluvial. En els anys següents, el límit és més finament detallat i s'estableix un mapa precís en 1860.
Es va realitzar una demarcació més precisa el 1911 a petició de Rússia i el Regne Unit que tenien aspiracions colonials a la regió. En 1913-1914, una comissió creada després del Protocol d'Istanbul revisa la ruta a la secció Xat-al-Arab. Per tant, es va decidir que la frontera seguís seguint el marge oriental del curs d'aigua excepte per la zona contigua a la ciutat persa de Khorramshahr, on ha de seguir el tàlveg
Els tractats d'Erzurum i Constantinoble van ser desfiats el 1934 per l'Iran, qui va qüestionar la seva validesa. La disputa es va resoldre el 1937 per un retorn a la frontera original, a excepció de la zona contigua a la ciutat persa d'Abadan, on la frontera va ser empesa des del marge oriental fins al tàlveg, com ja havia estat el cas de Khorramshahr dues dècades abans.
Tot i que aquesta redefinició de la frontera ha posat fi a la majoria de les reclamacions de l'Iran, no és suficient per a permetre la llibertat de moviment al Xatt al-Arab. Aquest problema es resol després de la signatura dels acords d'Alger, en què les parts acorden fer passar la frontera pel tàlveg i en tot el curs de Xatt-al-Arab. A canvi, l'Iran es compromet a deixar de recolzar activistes kurds al nord de l'Iraq. El tractat és rebutjat cinc anys més tard per l'Iraq, i va ser una de les causes de la guerra Iran-Iraq. El final de la guerra Iran-Iraq consagra el retorn a la situació de 1975, i la Resolució 598 del Consell de Seguretat de les Nacions Unides de 1987 va instar les dues parts a respectar les fronteres internacionalment reconegudes.
L'Iraq, tanmateix, continua qüestionant regularment el traçat de la frontera definit pels Acords d'Alger (1975). No obstant això, d'acord amb el dret internacional, un tractat bilateral no pot ser desafiat per només una de les dues parts. La qüestió de la frontera entre l'Iran i l'Iraq sobre el Xatt al-Arab continua sent un tema delicat, com ho demostra la inspecció per la marina iraniana dels bucs navals britànics al Xatt el-Arab en 2004 i 2007. De fet, l'estat iranià va considerar que aquests vaixells havien violat les aigües territorials iranianes durant la seva navegació al Xat-el-Arab.
El 19 de desembre de 2009 l'Iraq va desplegar tropes a la frontera després d'un conflicte fronterer amb Iran. Els  soldats iranians haurien pres el control d'un pou de petroli en territori iraquià. Tanmateix, una comissió d'arbitratge s'encarregà de solucionar aquesta disputa.

## Un límit intercivilizacional?
D'acord amb algunes interpretacions la frontera iraquiana-iraniana marcaria un límit entre el món àrab i món iranià, mentre que altres com Samuel Huntington van teoritzar que el xoc de civilitzacions no fa cap menció de tal distinció, que abasta tot Països de l'Orient Mitjà en una gran civilització islàmica. A terra i segons si un es posiciona a nivell religiós o a nivell ètnic-lingüístic, s'observen discontinuïtats, però també un gran nombre de continus entre ambdós costats de la frontera.
El xiïsme és la principal religió tant de l'Iraq com de l'Iran i s'estén des dels dos costats de la zona al sud de la frontera, mentre que al nord, el sunisme és professat principalment pels kurds que també estan presents a banda i banda de la frontera. No obstant això, el farsi és absent del territori iraquià mentre que només hi ha una minoria significativa d'àrabs iranians (al costat de l'àrab khuzestani, àrab dialectal parlat en aquest costat de la frontera) a la província meridional de Khuzistan (també anomenat "Arabistan" pels iraquians). El kurd (part de la família de llengües iranianes) és parlat no sols a l'Iraq i a l'Iran, sinó també a Turquia i Síria (Kurdistan).

## Comunicacions
No hi ha pràcticament cap interconnexió a través de la frontera entre els dos països, i això es deu, en part, a que els obstacles naturals que limiten la frontera, tant el Xatt-al-Arab com els Zagros no són propicis a la construcció de vies de comunicació, i en part, també al vell antagonisme entre els dos països, que no ha afavorit l'establiment d'enllaços transfronterers. Per exemple, la xarxa ferroviària iraniana i la xarxa ferroviària iraquiana no tenen connexió entre elles tot i que estan connectades amb països veïns. De la mateixa manera, no hi ha cap vincle de carreteres important entre els dos països. Tanmateix, hi ha diversos punts de pas oberts de nombre variable segons les directrius dels dos països. El manteniment de les comunicacions entre els dos països és de gran importància per a l'Iran, ja que permet que milers de pelegrins iranians visiten les ciutats de Najaf i Kerbala, que són respectivament el tercer i el quart lloc sagrat del xiisme. També permet a l'Iran exercir efectivament la seva influència sobre els xiïtes iraquians. Per a la regió autònoma del Kurdistan iraquià, els vincles transfronterers també són crucials per limitar la dependència de l'Iraq i mantenir vincles amb els kurds iranians.